# Floribert I. von Lüttich

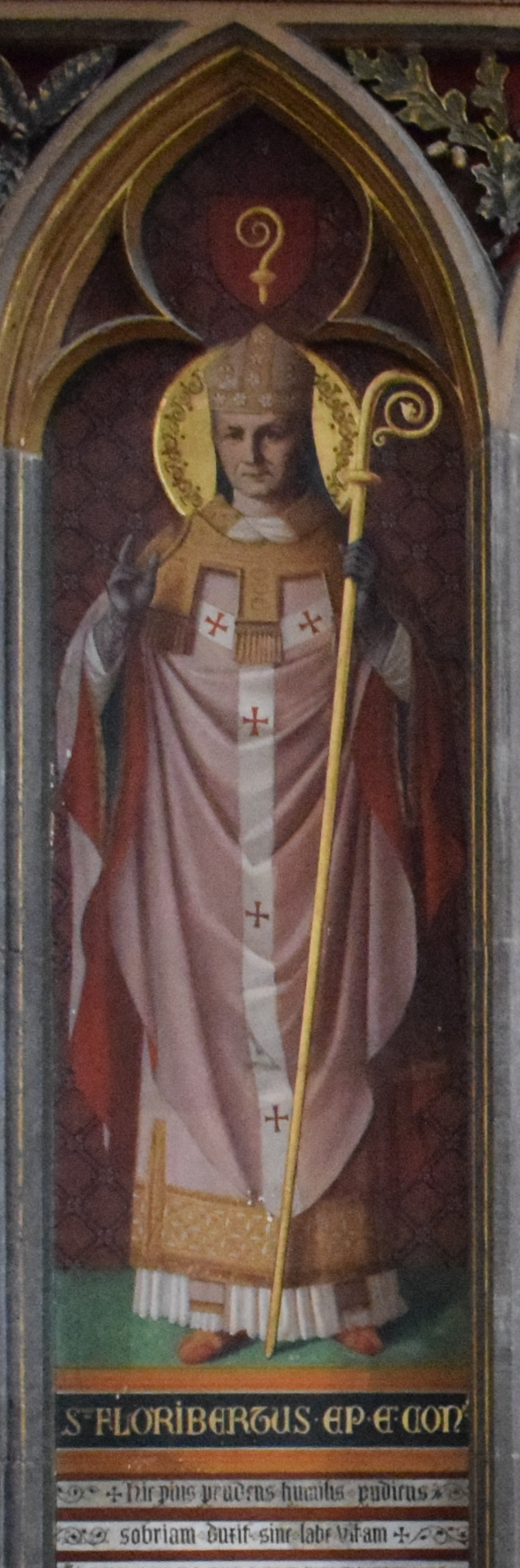
Wandgemälde in der St.-Pauls-Kathedrale in Lüttich

Floribert I. (französisch Floribert de Liège; † um 746) war von 727 bis zu seinem Tod Bischof von Lüttich.
Floribert war der Sohn des Hubertus, Bischof von Lüttich. Er folgte 727 seinem Vater als Bischof. Zu Beginn seines Episkopats, um 728, gründeten die Schwestern Harlinde und Erlinde das Kloster Alteneik. Floribert vergrößerte die Anzahl der Kanoniker an der Kathedrale St. Lambert von 20 auf 30. Am 3. November 743 wurden in Anwesenheit von Karlmann die Gebeine des Heiligen Hubertus von Lüttich erhoben. Floribert starb am 25. April 746 und wurde in der Kathedrale St. Lambert bestattet. Die katholische Kirche verehrt ihn als Heiligen. Sein Festtag ist der 25. (27.) April, in der Diözese Lüttich am 1. November.